# Аличе-Кастелло
Аличе-Кастелло (итал. Alice Castello) — коммуна в Италии, расположена в области Пьемонт, подчинена административному центру Верчелли.
Население составляет 2603 человек, плотность населения составляет 108 чел./км². Занимает площадь 24,77 км². Почтовый индекс — 13040. Телефонный код — 00161.
Покровителем города считается святитель Николай Чудотворец. Праздник города ежегодно празднуется 6 декабря.